# Allegiance (альбом)
Allegiance — четвертий студійний альбом грецької групи Firewind, вперше вийшов 10 липня 2006 року. Вокаліст Chitral Somapala був замінений Apollo Papathanasio, а Stian L. Kristoffersen звільнив місце для Mark Cross на ударних, зламавши традицію зміни складу між альбомами. Цей альбом був записаний на JM Studio в шведському містечку Мельнлике у лютому 2006 і зміксований Fredrik Nordström разом з Patrik J. Sten у Studio Fredman в шведському Гетеборгу у березні 2006. Мастерінг був проведений Peter In de Betou на студії Tailor Maid productions у Стокгольмі.

## Історія релізу
Allegiance спочатку вийшов у Греції 10 липня 2006, майже на два тижні раніше решти світу. Пізніше вийшов у країнах Бенелюксу (Бельгії, Голандії та Люксембургу), Німеччині, Австрії, Швейцарії та Італії 21 липня 2006, а три дні потому, 24 липня 2006 — у Великій Британії, Франції, Іспанії, Данії, Норвегії і більшості Європи. Зрештою, через два дні, 26 липня 2006 — у Фінляндії, Швеції та Угорщині.

### Сингли та промо
За місяць до випуску альбому, 13 червня 2006, на грецький ринок вийшов максі-сингл «Falling to Pieces» разом з музичним відео зрежисованим Patric Ullaeus з 11 місцем у грецькому хіт-параді синглів. Приблизно через п'ять тижнів вийшов сам альбом, що зайняв те ж місце у тому ж хіт-параді. Потім, після туру Inhuman Rampage разом з DragonForce а також власного туру World Allegiance, група випустила другий сингл з альбому, «Breaking the Silence», майже через рік, 2 липня 2007 року. І знову лише у Греції і знову з відео від Patric Ullaeus за участю Tara Teresa, цього разу піднявшись на 16 сходинку грецького хіт-параду синглів.

## Список композицій
| #   | Назва                       | Автор слів                  | Автор музики         | Тривалість |
| --- | --------------------------- | --------------------------- | -------------------- | ---------- |
| 1.  | «Allegiance»                | Gus G., Papathanasio, Cross | Gus G.               | 4:41       |
| 2.  | «Insanity»                  | Papathanasio, Gus G.        | Gus G., Katsionis    | 4:29       |
| 3.  | «Falling to Pieces»         | Papathanasio                | Gus G.               | 4:03       |
| 4.  | «Ready to Strike»           | Papathanasio                | Gus G., Katsionis    | 4:35       |
| 5.  | «Breaking the Silence»      | Tara, Papathanasio, Cross   | Gus G., Katsionis    | 4:03       |
| 6.  | «Deliverance»               | Gus G.                      | Gus G.               | 6:07       |
| 7.  | «Till the End of Time»      | Gus G., Papathanasio        | Katsionis            | 4:36       |
| 8.  | «Dreamchaser»               | Cross                       | Cross                | 4:07       |
| 9.  | «Before the Storm»          | —                           | Katsionis, Gus G.    | 3:42       |
| 10. | «The Essence»               | Gus G., Papathanasio        | Gus G.               | 4:19       |
| 11. | «Where Do We Go from Here?» | Papathanasio                | Papathanasio, Gus G. | 3:57       |

| Бонус треки японського видання | Бонус треки японського видання | Бонус треки японського видання | Бонус треки японського видання |
| #                              | Назва                          | Автор                          | Тривалість                     |
| ------------------------------ | ------------------------------ | ------------------------------ | ------------------------------ |
| 12.                            | «Healing Tool»                 | Papathanasio, Cross            | 4:43                           |
| 13.                            | «Demon Nights»                 | Katsionis, Gus G.              | 4:23                           |
| 57:48                          |                                |                                |                                |

| Відео-кліпи | Відео-кліпи                                                  | Відео-кліпи |
| #           | Назва                                                        | Тривалість  |
| ----------- | ------------------------------------------------------------ | ----------- |
| 14.         | «Falling to Pieces» (Director & Producer: Patric Ullaeus)    | 3:20        |
| 15.         | «The Firewind Documentary 2005/2006» (Editor: Bob Katsionis) | 17:26       |

## Персони

### Учасники групи
- Apollo Papathanasio — вокал
- Gus G. — гітара
- Babis Katsionis — клавішні
- Petros Christodoylidis — бас-гітара
- Mark Cross — удачрні, бек-вокал у «Allegiance»

### Запрошені учасники
- Tara Teresa — вокал у «Breaking the Silence»
- Markus Palsson — бек-вокал в «Allegiance» та «The Essence»

### Технічна група
- Fredrik Nordström — інжиніринг, міксування
- Patrik J. Sten — асистент з міксування
- Martin Kronlund — додатковий інжиніринг
- Rickard Bengtsson — вокальний керівник, додатковий інжиніринг для «Insanity» та «Falling to Pieces»
- Peter In de Betou — мастерінг
- Patric Ullaeus — фотограф, продюсер і режисер відео-кліпу «Falling to Pieces»
- Carsten Drescher — дизайнер